# Château Cattaneo
Le château Cattaneo (en italien : Castello Cattaneo) est une villa éclectique située dans la commune de Paradiso dans le canton du Tessin en Suisse.

## Histoire
La villa, conçue par l'architecte italien Gino Coppedè à la demande de l'armateur tessinois Emilio Cattaneo, est construite entre 1908 et 1911.
En 2010, la propriété est vendue à un fortuné danois pour la somme de 20 millions de francs.

## Description
Le bâtiment propose à nouveau les caractéristiques d'un véritable château néo-médiéval selon le modèle déjà testé par Coppedè avec le château Mackenzie à Gênes et repris dans plusieurs de ses projets ultérieurs.[réf. nécessaire]